# Міжнародний форум "Людський капітал - 2030"
Міжнародний форум «Людський капітал - 2030» – захід організований Національним агентством кваліфікацій за ініціативи Юрія Баланюка. 2-3 грудня в Україні відбувся міжнародний форум «Людський капітал – 2030» на якому обговорили питання визнання самоосвіти в Україні через мережу кваліфікаційних центрів, визнання українських дипломів у ЄС та перехід України на професійні стандарти в яких передбачено всі необхідні вміння і компетентності працівника. 
У сучасних умовах глобалізації постає проблема ефективного формування та розвитку одного з найцінніших ресурсів – людського капіталу, адже саме людина з її здібностями є рушійною силою розвитку економіки. 
Від розвитку людського капіталу залежить економічний та інноваційний розвиток держави загалом..

## Мета форуму
Мета форуму - сприяти узгодженій діяльності законодавчої та виконавчої влади, роботодавців, професійних спільнот, а також використання всіх можливостей міжнародного співробітництва для розвитку Національної системи кваліфікацій України та її інтеграції в європейський простір.

## Предмет дискусії форуму
Предмет дискусії під час форуму – розвиток та гармонізація системи професійних та освітніх кваліфікацій.  Це важливо для системи освіти, мобільності робочої сили, розвитку ринку праці, залучення інвестицій в Україну, впровадження міжнародних стандартів.

## Учасники
- Верховна Рада України
- Кабінет Міністрів України
- Офіс Президента України
- Європейська Комісія
- Міністерство освіти і науки України
- Міністерство економіки України
- Програма «EU4Skills: кращі навички для сучасної України»
- СПО об’єднань профспілок
- СПО сторони роботодавців на національному рівні
- Європейський фонд освіти (ETF)
- Міністерство охорони здоров'я України
- Торгово-промислова палата України
- Міністерство молоді та спорту України
- Естонське агентство кваліфікацій
- Державна агенція з розвитку освіти Латвії
- Міністерство освіти і науки Латвії
- Міністерство цифрової трансформації України
- Міністерство соціальної політики України
- Уповноважений орган з питань подальшої та вищої освіти Мальти
- Національне агентство України з питань державної служби
- Федерація металургів України
- Метінвест Холдинг
- Державна служба України з питань праці
- Державна служба зайнятості
- Академія ДТЕК
- НДУ «Інститут освітньої аналітики»
- ГС «Експертна міжгалузева асоціації України»
- Інститут професійної освіти, ринку праці та соціальної політики Німеччини Загалом у форумі взяли участь 53 спікери та понад 8000 онлайн-учасників із України та за кордону.

## Програма форуму

### Вступна сесія. Розвиток людського капіталу - стратегічний пріоритет держави
Людський капітал є ключовим чинником сталого економічного розвитку. Знання, навички які людина акумулює протягом життя набувають усе більшої ваги в структурі національного багатства України. Сьогодні недостатньо інвестувати лише в економіку, виробництво чи технології. Інвестиції у людей, їх знання, вмінні і компетентності не менш важливі, бо ці люди створюватимуть продукт з більшою доданою вартістю.

#### Меседжі з дискусії
- Капіталізована робоча сила є основою у продуктивності нашої економіки. Не матеріальні ресурси, не надра, а саме людський фактор.
- Для розвитку людського капіталу потрібна якісна освіта, охорона здоров’я та професійна підготовка.
- Сьогодні йде боротьба за кваліфікованих працівників. І Україна має цю боротьбу виграти через інструменти розвитку людського капіталу.
- Україна визнаватиме професійні кваліфікації отримані за кордоном. Розпочато процес співставлення української Національної рамки кваліфікацій з / Європейською рамкою кваліфікацій[en].
- Визнання самоосвіти в Україні. Національне агентство кваліфікацій запустило систему незалежної оцінки професійних кваліфікацій.

«Розвиток людського капіталу має стати ключовим пріоритетом держави для забезпечення конкурентоздатності української економіки на світовому рівні. Переконаний, що Верховна Рада України буде підтримувати всі законодавчі ініціативи, що стосуються розвитку людського капіталу та розбудови національної системи кваліфікацій, які спрямовані на благо Української держави», - наголосив Голова Верховної Ради України Руслан Стефанчук.

### Панельна дискусія № 1 «Європейський простір кваліфікацій»
Створення Європейського простору кваліфікацій неможливе без налагодження співробітництва між національними агенціями, що відповідають за розбудову локальних систем кваліфікацій, а також без використання всіма загальновизнаних підходів та інструментів.  Серед останніх особливе місце займають Європейські мета-рамки – / Європейська рамка кваліфікацій та Рамка кваліфікацій Європейського простору вищої освіти (Болонська рамка) та зіставлені з ними національні рамки кваліфікацій.

#### Меседжі з дискусії
- Національна рамка кваліфікацій – це інструмент структурування національної системи кваліфікацій та платформа знаходження консенсусу всередині країни.
- Розвиток шляхів співпраці щодо створення мережі національних агентств кваліфікацій.
- Порівняння Національної рамки кваліфікацій із / Європейською рамкою кваліфікацій[en] – Pilot projects  the comparison – NQF with EQF – механізм підвищення прозорості та спрощення визнання українських кваліфікацій в ЄС і, відповідно, європейських в Україні.
- Для розвитку людського капіталу в Україні необхідно розвивати національну систему кваліфікацій та зробити її зрозумілою для всіх – національних та міжнародних партнерів.
- Секторальні рамки кваліфікацій – ефективні інструменти імплементації рамок кваліфікацій  для сприяння розвитку національної економіки.

«Важливою характеристикою якості національної системи кваліфікацій є її цілісність та збалансованість на всіх рівнях. Ключову роль тут відіграє Національна рамка кваліфікацій, яка служить основою для ідентифікації, співвіднесення, визнання, планування і розвитку кваліфікацій», - наголосив під час форуму член Національного агентства кваліфікацій, модератор панелі Юрій Рашкевич.

### Панельна дискусія № 2 «Професійні кваліфікації в умовах динамічних змін ринку праці»
Розроблення професійних стандартів та механізм визнання/підтвердження результатів неформального та інформального навчання матиме позитивний соціальний наслідок, такий як зменшення рівня безробіття через створення ефективних умов для працевлаштування громадян країни, які матимуть змогу підтверджувати наявні професійні кваліфікації, що зі свого боку призведе до підвищення рівня зайнятості населення України та продуктивності робочої сили.

#### Меседжі з дискусії
- Нові технології змінюють  вимоги до професійних компетентностей працівників і це має відображатися в професійних стандартах.
- Потреби ринку праці в кваліфікаціях працівників і в дерегуляції трудового законодавства мають формуватися виключно роботодавцями.
- Часткові кваліфікації – можливість швидко реагувати на потреби ринку праці в конкретних  навичках і цьому сприятимуть кваліфікаційні центри.
- У розробці професійних стандартів необхідно врахувати компонент інклюзії
- Назріла потреба швидкого перенавчання  та перекваліфікації працівників.
- Необхідна синхронізація розуміння статусу професійних стандартів всіма державними органами влади.

«Наразі є можливість розробляти професійні стандарти на нові професії, які відсутні в Класифікаторі професій. Також Національним агентством кваліфікацій сформовано рекомендаційний перелік цифрових компетентностей для професійних стандартів. Напрацьовані Методичні рекомендації, які стануть складовою, або базою для нової Методики розроблення професійних стандартів, а також розроблено Методичні рекомендації для визначення рівня професійних кваліфікацій за Національною рамкою кваліфікацій спільно з роботодавцями», – зазначила заступниця Голови Національного агентства кваліфікацій Людмила Акімова.

### Панельна дискусія № 3 «Кваліфікаційні центри – новація в українській системі професійних кваліфікацій»
Кваліфікаційні центри, є важливим елементом інфраструктури національної системи кваліфікацій. Для розвитку Національної системи кваліфікацій необхідно працювати в напрямку імплементації постанов КМУ «Деякі питання акредитації кваліфікаційних центрів» і «Порядок присвоєння та підтвердження професійних кваліфікацій кваліфікаційними центрами». Важливим чинником для цього є конструктивний діалог між органами державної влади та ринком праці. Також важливо провести порівняльний аналіз особливостей функціонування кваліфікаційних центрів крізь призму міжнародного досвіду та українських реалій. 

#### Меседжі з дискусії
- Кваліфікаційні центри є важливою складовою Національної системи кваліфікацій, особливо в контексті порівняльного міжнародного досвіду з українські реаліями.
- Ефективне функціонування української системи професійних кваліфікацій забезпечується системою визнання неформального та інформального навчання.
- Питання акредитації кваліфікаційних центрів, відбору експертів з акредитації кваліфікаційних центрів та багато інших важливих тем щодо визнання самоосвіти в Україні є важливими та актуальними.

«Підтвердження кваліфікації перестало бути складно- вирішуваною проблемою – якщо є відповідні професійні компетентності. Тепер можна просто звернутись у кваліфікаційний центр!», - наголосив член Національного агентства кваліфікацій Богдан Моркляник.  

### Панельна дискусія № 4 «Присвоєння, підтвердження та визнання професійних кваліфікацій»
Нові технології вимагають швидких змін та навчання в нових сферах роботи. Акцент ставиться на здобутті часткових та мікро кваліфікацій. Це сприяє розробленню та введенню в дію нових нормативно-правових актів та створенню мережі кваліфікаційних центрів. Важливо враховувати сучасні тенденції присвоєння професійних кваліфікацій у європейському контексті: досвід Європейського фонду освіти.

#### Меседжі з дискусії
- Без перенавчання працівника не можливо ефективно виконувати роботу на будь-якому робочому місці.
- Державна служба зайнятості націлена на часткові кваліфікації.
- Торгово-промислова палата України формує регіональні замовлення в плані професіональної кваліфікації і наповнення національного ринку праці.
- Необхідно створити Раду професійних кваліфікацій.
- Роботодавці прагнуть до швидких змін вмінь та навичок робітників, до швидкого перенавчання та адаптаційного до нових умов.
- Заклади фахової передвищої та вищої освіти можуть на основі відповідних процедур присвоювати професійні кваліфікації.

«Динамічний розвиток технологій приводить до істотних змін на ринку праці, зникнення існуючих та появу нових професій і кваліфікацій. Зі свого боку загострює проблему перенавчання працівників, створення умов пришвидшеного отримання нових умінь та навичок, нових видів коротких кваліфікацій, визнання результатів неформального та інформального навчання», - зазначила член Національного агентства кваліфікацій Тетяна Семигіна.

### Панельна дискусія № 5 «Оцінювання результатів навчання»
Рівень національної системи професійних кваліфікацій визначається виключно системою забезпечення її якості. Зокрема, забезпечення якості оцінювання та сертифікації Кваліфікаційного центру формується крізь призму: кваліфікації оцінювачів  – відбору оцінювачів, розроблення та відбору інструментів оцінювання; зовнішня валідація процесу оцінювання  – оцінювання відповідності професійним стандартам, присвоєння професійної кваліфікації. 
Під час дискусії було проаналізовано забезпечення якості формальної, неформальної та інформальної професійної освіти, а також механізми забезпечення якості процесів, пов’язаних з процесом оцінювання. 
Також спікери надали характеристику незалежній оцінці професійних кваліфікацій: поточним інструментам та завданням на майбутнє. 
Обговорено порядок оцінювання професійних кваліфікацій, стандартизацію оцінювання професійних кваліфікацій (далі ПК), присвоєння ПК, практичні кейси оцінювання ПК, презентація відповідних контрольно-оцінювальних матеріалів.

#### Меседжі з дискусії
- Необхідність єдиних правил оцінки професійних кваліфікацій.
- Критерії якості оцінки результатів навчання для присвоєння професійних кваліфікацій.
- Оцінювання результатів навчання як визначальний елемент процедури присвоєння професійних кваліфікацій.
- Застосування нових інструментів оцінювання.
- Впровадження міжнародного досвіду оцінювання.

«Для формування та розвитку якісного людського капіталу важливо забезпечити його якісне оцінювання як потенційного джерела доданої вартості», – зазначив заступник Голови Національного агентства кваліфікацій Володимир Ковтунець.